# Igreja Evangélica Reformada Indonésia
A Igreja Evangélica Reformada Indonésia ou Igreja Evangélica Reformada da Indonésia (IERI) - em Indonésio Gereja Reformed Injili Indonesia (GRII)  - é uma denominação reformada continental na Indonésia, fundada em 1989, em Jacarta, pelo Rev. Stephen Tong. Nos anos seguintes, a denominação cresceu rapidamente e se espalhou por Singapura, Malásia, China, Taiwan, Hong Kong, Japão, Austrália, Alemanha e Suecia.

## História
Em 1989, o Rev. Stephen Tong fundou a Igreja Evangélica Reformada Indonésia (IERI). A partir de então, a igreja ficou conhecida pelo seu trabalho de evangelismo massivo.
Nas décadas de 1990 e 2000 a denominação se espalhou pela Indonésia, atingindo principalmente chineses étnicos.
Posteriormente, igrejas foram plantadas em Singapura, Malásia, China, Taiwan, Hong Kong, Japão, Austrália, Alemanha e Suécia.

## Doutrina
A denominação adere a Tradição Reformada e possui uma confissão de fé própria.

## Relações intereclesiásticas
A IERI é membro da Fraternidade Reformada Mundial.